# 林東進
林東進（1991年12月9日—），藝名林進，別名飛醺卑鄙，臺灣網路紅人。

## 生平
林東進家中有阿嬤、媽媽及哥哥，從小是由阿嬤撫養長大，平時會將阿嬤及其他家人的影片上傳至網路上分享。2015年9月1日，和母親在中天綜合台節目《大學生了沒》中聊從出櫃的掙扎難過到現在包容與支持。

## 電影
- 2019年《乳·房》

## 戲劇
- 2022年《姊妹們，上》

## 外部連結
- YouTube上的林進頻道
- 林進 飛醺卑鄙的Facebook專頁
- 林進 lingin1209的Instagram帳戶